# Дембицкий, Станислав
Станислав Мечислав Дембицкий (пол. Stanisław Mieczysław Dębicki; 14 декабря 1866, Любачев — 12 августа 1924, Краков) — польский художник, книжный иллюстратор и педагог.

## Биография
Учиться живописи Дембицкий начал в 1881—1882 годах в академии изобразительных искусств в Вене, затем продолжил учёбу в краковской школе изящных искусств в классе Владислава Лужкевича (1883—1884) и Баварской академии художеств в Мюнхене.
В 1886—1890 годах Дембицкий преподавал рисунок в Школе промышленной керамики в Коломые. В 1890—1891 годах стажировался в академии Коларосси в Париже.
После возвращения в Польшу поселился во Львове, где начал работать в частной художественной школе Марцелия Гарасимовича. В 1909 году переехал в Краков, где преподавал курс декоративной живописи в Академии изящных искусств.
С 1911 года — профессор кафедры религиозной и декоративной живописи, сменил на этой должности умершего Станислава Выспяньского. До своего ухода на пенсию в 1923 году профессор Станислав Дембицкий воспитал более 80 художников.
В тот же период времени был также преподавателем в школе изящных искусств для женщин.
Станислав Дембицкий много внимания уделил в своем творчестве гуцульской теме, создал ряд картин, в которых изобразил сцены из жизни еврейского гетто местечек Галиции и Малой Польши, реалистичные типы простого народа.
Писал портреты детей, автопортреты, аллегорические и символические композиции.
В произведениях прикладной графики художника (украшениях, иллюстрация книг) ощутимо влияние модерна и японской гравюры. Автор ряда экслибрисов.
Творческое наследия Станислава Дембицкого невелико, так как он посвятил себя, главным образом, обучению будущих мастеров живописи.

## Галерея

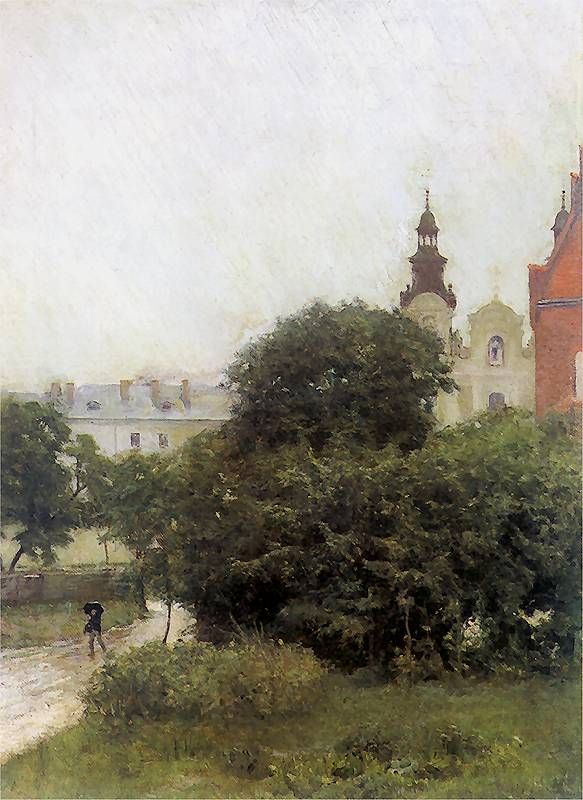
Дождь. 1892
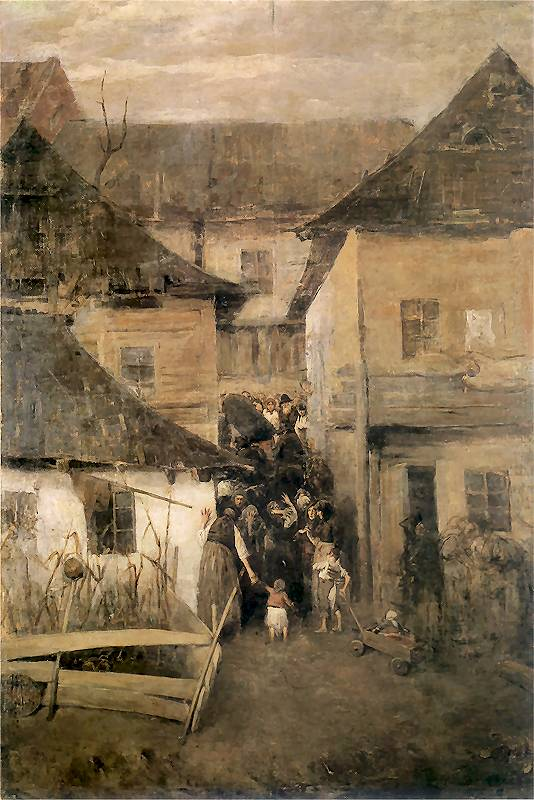
Еврейские похороны в малом местечке. 1887
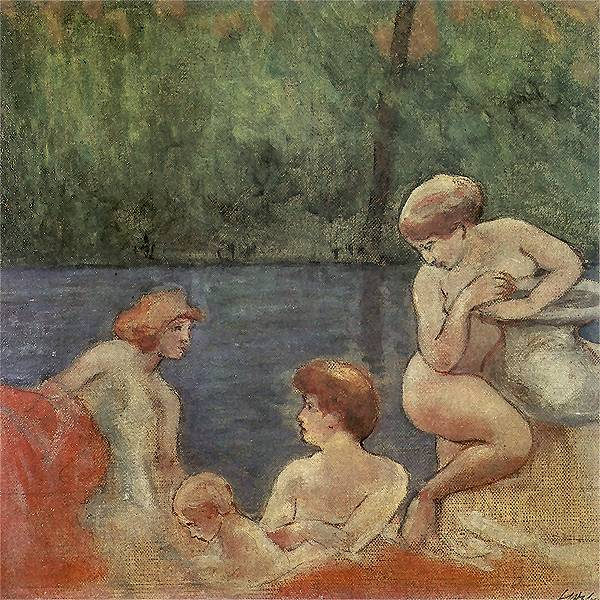
Купальщицы. 1910-1912